# Stéphane Hazée
Stéphane Hazée (Luik, 3 mei 1975) is een Belgisch politicus voor Ecolo.

## Biografie
Tijdens zijn middelbare studies sloot Hazée, gevoelig voor ecologische thema's, zich aan bij het WWF en Greenpeace. In 1993 sloot hij zich aan bij Ecolo en hetzelfde jaar ging hij politieke wetenschappen studeren aan de Universiteit Luik, alwaar hij in 1997 afstudeerde als licentiaat. Tijdens zijn studententijd werd hij co-voorzitter van Fédé, de studentenfederatie van de Universiteit Luik, en lid van het FEF, de Federatie van Franstalige Studenten, en voerde hij mee actie tegen de reorganisatie van het hoger en universitair onderwijs, met onder meer een hervorming van de financiering, door de Franse Gemeenschapsminister Michel Lebrun, die mede onder druk van de studenten uiteindelijk werd afgezwakt. Ook was Hazée medeoprichter van een vereniging voor studenten in de politieke wetenschappen.
Na zijn studies was Hazée van 1997 tot 1999 assistent aan de Universiteit Luik. Tegelijkertijd was hij onderzoeker bij het Nationaal Fonds voor Wetenschappelijk Onderzoek, met het oog op het schrijven van een doctoraat, waarbij hij zich toelegde op problematieken gerelateerd aan openbare diensten, publieke bedrijven en lokale besturen. Na het electorale succes van Ecolo bij de verkiezingen van juni 1999 en daaropvolgende regeringsdeelname van de partij, ging hij als raadgever aan de slag op het kabinet van José Daras, Waals minister van Transport, Mobiliteit en Energie. Vanaf augustus 2001 was Hazée diens kabinetschef, tot Ecolo in juli 2004 uit de Waalse regering verdween. Vervolgens was hij van 2004 tot 2009 politiek secretaris van de Ecolo-fractie in het Waals Parlement, alsook van 2007 tot 2012 politiek directeur van de partij. In die hoedanigheid stond hij co-voorzitters Isabelle Durant en Jean-Michel Javaux bij in de vernieuwing van de partij. Ook was hij betrokken bij de onderhandelingen voor de Waalse Gewest- en Franse Gemeenschapsregering na de regionale verkiezingen van juni 2009 en de federale regeringsonderhandelingen en de onderhandelingen over de splitsing van Brussel-Halle-Vilvoorde en de zesde staatshervorming in 2010-2011.
Hazée stond bij de Waalse verkiezingen van juni 2009 als eerste opvolger op de Ecolo-lijst voor het arrondissement Namen. In maart 2012 werd hij effectief lid van het Waals Parlement en het Parlement van de Franse Gemeenschap, waarbij hij Emily Hoyos opvolgde, die co-voorzitter werd van Ecolo. Bij aanvang van zijn parlementaire loopbaan verdiepte hij zich in de vereenvoudiging van publieke structuren, de strijd tegen het inrichten van subregio's, de opheffing van de provincies en de hervorming van intercommunales. Daarnaast ging hij zich toeleggen op verkeersveiligheid en de tewerkstellingscrisis in de Basse-Sambre. In het Parlement van de Franse Gemeenschap trok hij zich onderwijs aan, met name de dossiers rond het Naamse onderwijs, waaronder de naamsverandering van de Facultés universitaires Notre-Dame de la Paix naar Universiteit Namen. Van 2012 tot 2014 zetelde Hazée in het Waals Parlement in de commissies Binnenlands Bestuur en Toerisme en Begroting, Financiën, Werk, Opleiding en Sport en in het Parlement van de Franse Gemeenschap in de commissie Hoger Onderwijs. In het Waals Parlement maakte hij van 2013 tot 2014 tevens deel uit van de bijzondere commissie belast met de implementatie van de zesde staatshervorming.
In mei 2014 werd hij herkozen en vervolgens werd hij voorzitter van de Ecolo-fractie in het Waals Parlement. In die functie legde hij een indrukwekkende parlementaire activiteit aan de dag en diende hij tientallen voorstellen tot decreet en resolutie en honderden schriftelijke en mondelinge vragen in over talrijke onderwerpen, gaande van leefmilieu tot de strijd tegen de afname van biodiversiteit. Ook nam hij als lid van de raadgevende stem in 2017 deel aan de werkzaamheden van de parlementaire onderzoekscommissie naar het Publifinschandaal. 
Na de Waalse verkiezingen van mei 2019, waarbij Hazée werd herkozen en Ecolo een sterke verkiezingsoverwinning boekte, was hij medeonderhandelaar van de paars-groene regeerakkoorden in het Waals Gewest en de Franse Gemeenschap. Hij kreeg vervolgens het aanbod om minister te worden, maar ging daar niet op in en bleef fractievoorzitter in het Waals Parlement om er zijn controlefunctie op de Waalse regering uit te oefenen en er de verdediging van het regeringsbeleid op zich te nemen. Daarnaast ging hij in de commissie Begroting en Sportinfrastructuren zetelen en nam hij wetgevende initiatieven om de controlefunctie van het parlement ten aanzien van de regering te versterken en de participatie van burgers in de parlementaire werkzaamheden te verstevigen. Ook in juni 2024 werd hij herkozen als Waals Parlementslid en indirect als volksvertegenwoordiger van de Franse Gemeenschap. Hij bleef in het Waals Parlement fractieleider van een fel uitgedunde Ecolo-fractie die zitting nam in de oppositie.